# Concistori di papa Niccolò IV

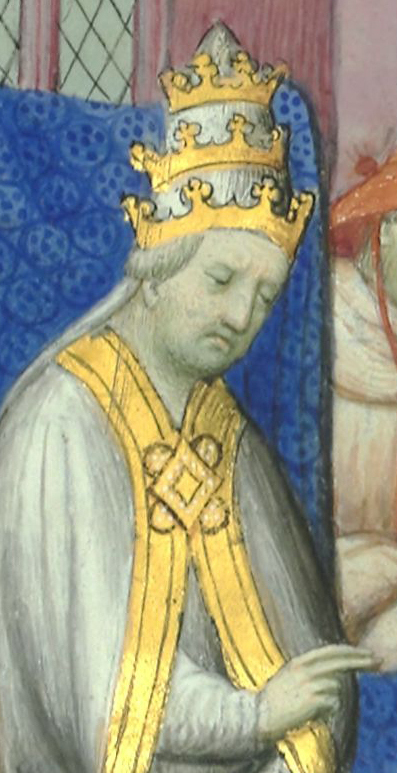
Papa Niccolò IV

Questa voce raccoglie l'elenco completo dei concistori per la creazione di nuovi cardinali presieduti da papa Niccolò IV, con l'indicazione di tutti i cardinali creati su cui si hanno informazioni documentarie (6 nuovi cardinali in un solo concistoro). I nomi sono posti in ordine di creazione.

## 16 maggio 1288
- Bernardo de' Berardi, vescovo di Osimo; creato cardinale vescovo di Palestrina (morto nel giugno 1291)
- Hugues Aycelin de Billom, O.P., creato cardinale presbitero di Santa Sabina (morto nel dicembre 1297)
- Matteo d'Acquasparta, O.F.M., ministro generale del suo Ordine; creato cardinale presbitero di San Lorenzo in Damaso (morto nell'ottobre 1303)
- Pietro Peregrosso, vice-cancelliere di Santa Romana Chiesa; creato cardinale diacono di San Giorgio in Velabro (morto tra luglio e agosto 1295)
- Napoleone Orsini, creato cardinale diacono di Sant'Adriano al Foro (morto nel marzo 1342)
- Pietro Colonna, creato cardinale diacono di Sant'Eustachio (morto nel 1326); deposto dal cardinalato nel 1297 e restaurato nel 1305, con la diaconia di Sant'Angelo in Pescheria

## Fonti
- (EN) Current and historical information about the Bishops and Dioceses of the Catholic Hierarchy around the world, su catholic-hierarchy.org.
- (EN) Salvador Miranda, Nicholas IV, su fiu.edu – The Cardinals of the Holy Roman Church, Florida International University. URL consultato il 28 luglio 2015.